# صادق جودة
صادق جودة (1938-2020) هو مؤرخ فلسطيني ولد في بلدة زواتا القريبة من نابلس. درس المرحلة الإبتدائية في بلدة بيت ايبا، وحصل على شهادة الثانوية العامة عام 1958، والتحق بعد ذلك بدار المعلمين في كلية حوارة عام 1958-1960، وأكمل تعليمه الجامعي في جامعة الإسكندرية حيث حصل على بكالوريوس في التاريخ عام 1969، ثم التحق بجامعة الأزهر للحصول على درجة الماجستير الذي كان موضوع أطروحته هو (الإسلام في كريت) عام 1975 وأكمل دراسته في الجامعة نفسها من أجل الحصول على الدكتوراه وكان موضوعها الموصول في عام 1981.

## حياته العملية
عمل صادق في قطاع التعليم حيث قام بالتدريس في العديد من المدارس والجامعات منها:
- مدارس المملكة الاردنية الهاشمية في الفترة الواقعة ما بين عام(1960-1965).
- مدارس الكويت في الفترة بين(1965-1983).
- جامعة الكويت(1977-1978).
- جامعة الإمام محمد بن سعود الإسلامية(1983-1989).
- جامعة عمان الأهلية عام 1990، لغاية الآن.

كما تقلد جودة منصب عميد في كلية حطين الجامعية ورئيس قسم العلوم الإنسانسة والإجتماعية بجامعة عمان الأهلية.

## ندواته ومحاضراته
للمؤرخ صادق العديد من الندوات والمحاضرات حيث:
- قام بالإشراف على العديد من رسائل الماجستير والدكتوراه.
- الإشتراك في عدد من الندوات والمؤتمرات.
- عضو مجلس الجامعة وامين السر.
- عضو مجلس الكلية لِأكثر من سنة.
- عضو لجنة القدس.

## كتبه
- المدارس العصرونية في بلاد الشام (دار عمار، الأردن) عام 1986.[2]
- الجواد الأصفهاني وزير الشام والموصل، مؤسسة الرسال (دار عمار،الأردن) 1985.
- القضاة الشهرزوريون (دار البشير للنشر، والتوزيع،عمان) 1985.
- مجاهد الدين قامياز نائب اربيل، والموصل، مؤسسة الرسالة (دار عمار،عمان) 1985.[3]
- الرحلة المتوكلية إلى دمشق،مؤسسة الرسالة (دار عمار ،عمان) 1985.
- قراءة في نهاية عمر بن عبد العزيز (دار أمية، الرياض) 1410هـ.
- الحكام العظام في افريقيا في الماضي، (مترجم مشترك) (الأنجلو المصرية، القاهرة).
- مدينة المنصورة في ظل الدولة الهبارية بالسند (دار اغا للنشر والتوزيع، الرياض).[4][5]
- تاريخ المغرب والأندلس.
- تاريخ الدولة العباسية.
- مدينة الرملة منذ نشأتها حتى عام 1099، مؤسسة الرسالة (دار عمار، عمان).[6][7][8][9][10][11]
- القضاة ال أبي الشوارب في العصرين التركي والبويهي (دار اجا، الرياض) عام 2000.
- مفاهيم أساسية في العلوم والرياضيات (مشترك).

## أبحاثه
- رسالة الخميس وخراسان في القرن الثاني الهجري مجلة الدراسات الشرقية جامعة عام (749-1055)، جامعة اليرموك قسم التاريخ 2002.
- الحياة العلمية والثقافية في عصر بنى زيري عام (1012-1091)، جامعة مؤتة 2005.[12]
- ولاية الأندلس في عهد يوسف بن عبد الرحمن الفهري عام (747-756)، جامعة مؤته 2005 .[13]